# NS Savannah
NS Savannah je americká obchodní loď, první pasažérská a nákladní loď s jaderným pohonem. Byla pojmenována po jiném průkopnickém plavidlu americké historie – SS Savannah. Savannah byla postavena s cílem demonstrovat možnosti civilního využití jaderné energie (Sovětský svaz nedlouho předtím zprovoznil jaderným reaktorem poháněný ledoborec Lenin), nikoliv pro účely komerčního provozu. Loď se proto vyznačovala velice elegantním vzhledem, připomínajícím více luxusní jachtu, než nákladní loď. Měla též malou kapacitu nákladu, ovšem byla vybavena luxusními kajutami a dalšími prostory pro 60 osob. Savannah byla provozována pouze v letech 1962–1972 (během této doby vydělala 12 milionů dolarů při nákladech na stavbu 46,9 milionů dolarů.), poté byla vyřazena s cílem finanční úspory. Následně bylo například americkou armádou zvažováno její využití jako plovoucí elektrárny. Nakonec byla přeměněna na muzejní loď a dnes je veřejnosti přístupná v přístavu Baltimore.

## Pozadí vzniku

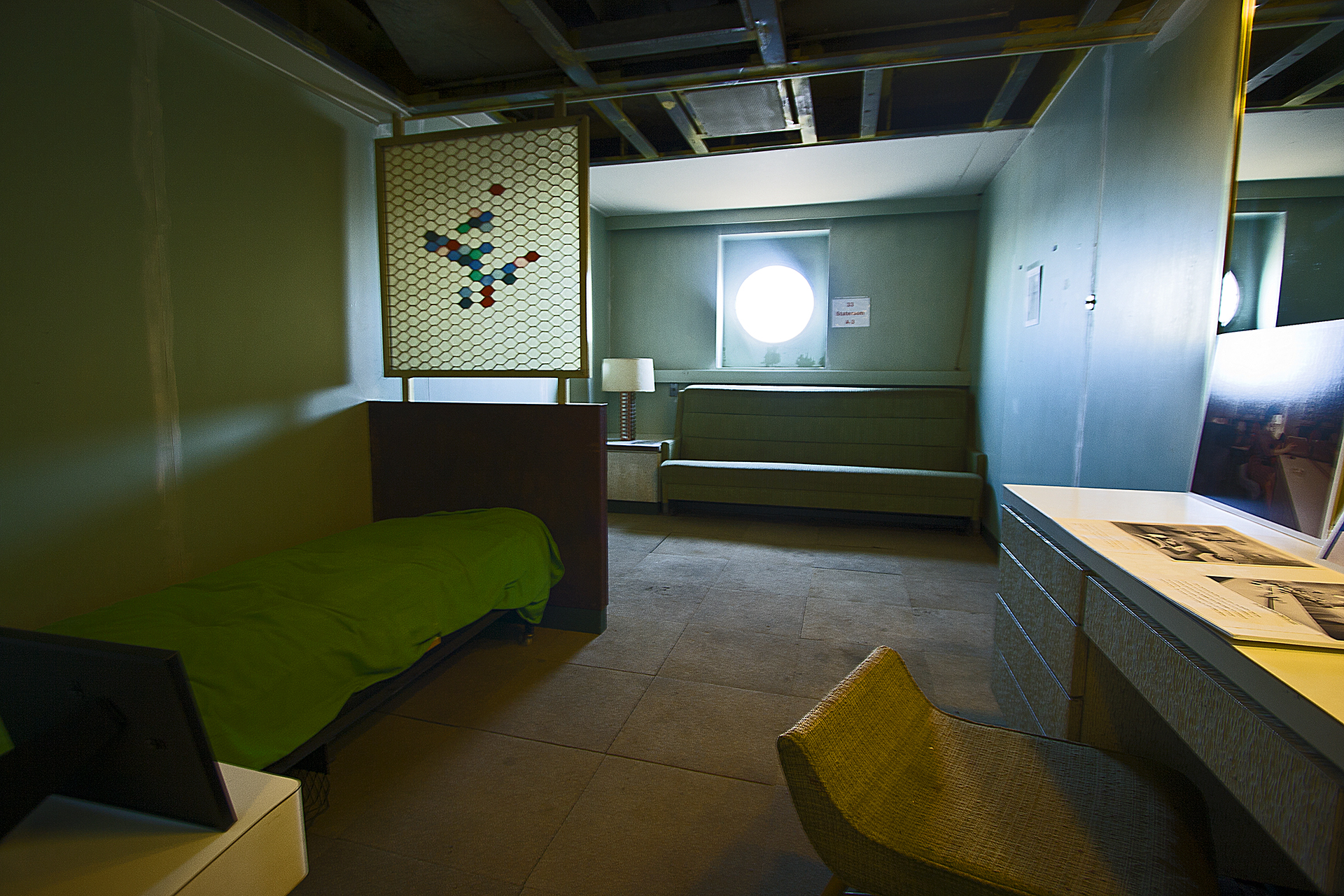
Kajuta

Podnětem ke stavbě Savannah byla iniciativa prezidenta Dwight D. Eisenhowera Atoms for Peace zveřejněná roku 1955. Loď postavila loděnice New York Shipbuilding Corporation v Camdenu ve státě New Jersey. Jaderný reaktor vyrobila společnost Babcock & Wilcox, turbíny společnost De Laval Steam Turbine Company. Náklady na stavbu lodě dosáhly 46,9 milionů dolarů, z toho 28,3 milionů pouze na reaktor a jaderné palivo.
Kýl Savannah byl založen na Den námořnictva 22. května 1958 za přítomnosti manželky amerického viceprezidenta Pat Nixonové. Trup plavidla byl slavnostně spuštěn na vodu dne 21. července 1959, přičemž loď pokřtila tehdejší první dáma Mamie Eisenhowerová. Savannah se na otevřené moře poprvé vydala v květnu 1962, vládní agentura pro námořní dopravu ji do své flotily zařadila o dva roky později. Od roku 1965 až do jejího vyřazení v roce 1972 Savannah provozovala společnost American Export-Isbrandtsen Lines.

## Konstrukce

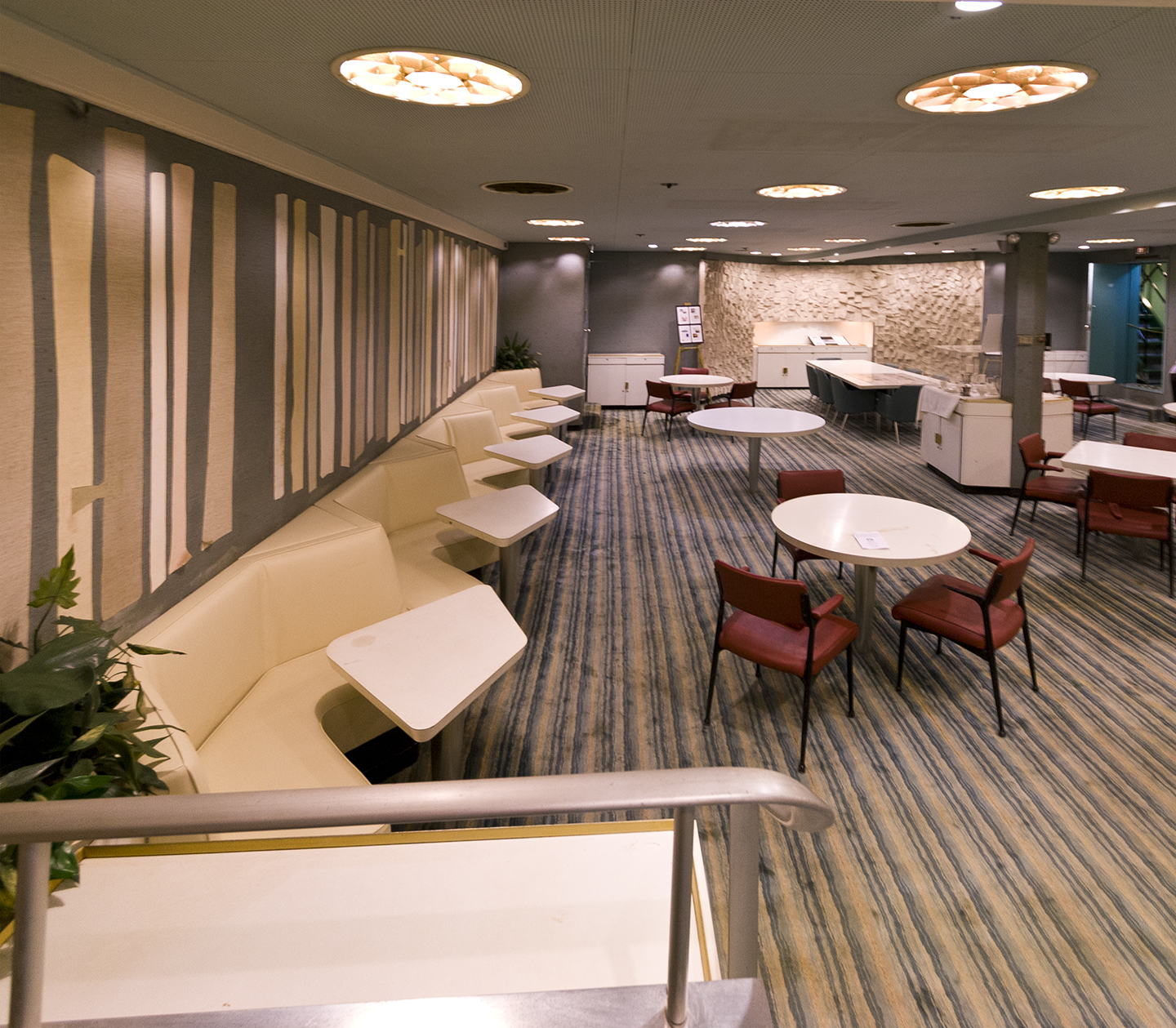
Jídelna

Plavidlo mělo kapacitu 8500 tun, což bylo výrazně méně než srovnatelná konvenční plavidla. Nákladní prostor byl navíc obtížně přístupný. Na palubě se nacházelo 30 klimatizovaných kajut, každá s vlastní koupelnou. Pasažérům byly k dispozici bazén, kino či knihovna. Pohonný systém tvořil jeden jaderný reaktor Babcock & Wilcox a dvě turbíny De Laval.